# Wallquistpriset
Wallquistpriset instiftades 1993 av Smålands Akademi till minne av biskop Olof Wallquist. Det tilldelas för författarskap och forskning med kyrklig anknytning. Sponsras av Svenska kyrkan, Växjö stift. 

## Pristagare
- 1993 – Göran Åberg
- 1994 – Bertil Nilsson
- 1995 – Anne-Marie Thunberg
- 1996 – Margareta Melin
- 1997 – Oloph Bexell
- 1998 – Magnus Gustafsson
- 1999 – Olle Larsson
- 2000 – Christian Braw och Karin Sporre
- 2001 – Björn Ulvaeus
- 2002 – Antoon Geels
- 2003 – Lars Aldén
- 2004 – Anna Maria Claesson
- 2005 – Bo Brander
- 2006 – Marianna Agetorp
- 2007 – Owe Samuelsson
- 2008 – Ulrik Josefsson
- 2009 – Ola Salo
- 2010 – Anita Liepe
- 2011 – Peter Hultsberg
- 2012 – Marie Eriksson
- 2013 – Leif Carlsson
- 2014 – Magnus Hagevi
- 2015 - Karin Malmsten
- 2016 - Jan-Åke Alvarsson
- 2017 - Susanne Wigorts Yngvesson
- 2018 - Anders Rydell
- 2019 Isak Svensson
- 2020 Lena Liepe
- 2021 Tomas Boström
- 2022 Torgny Wirén
- 2023 Peter Bexell
- 2024 Pekka Mellergård